# Молотовский патефонный завод

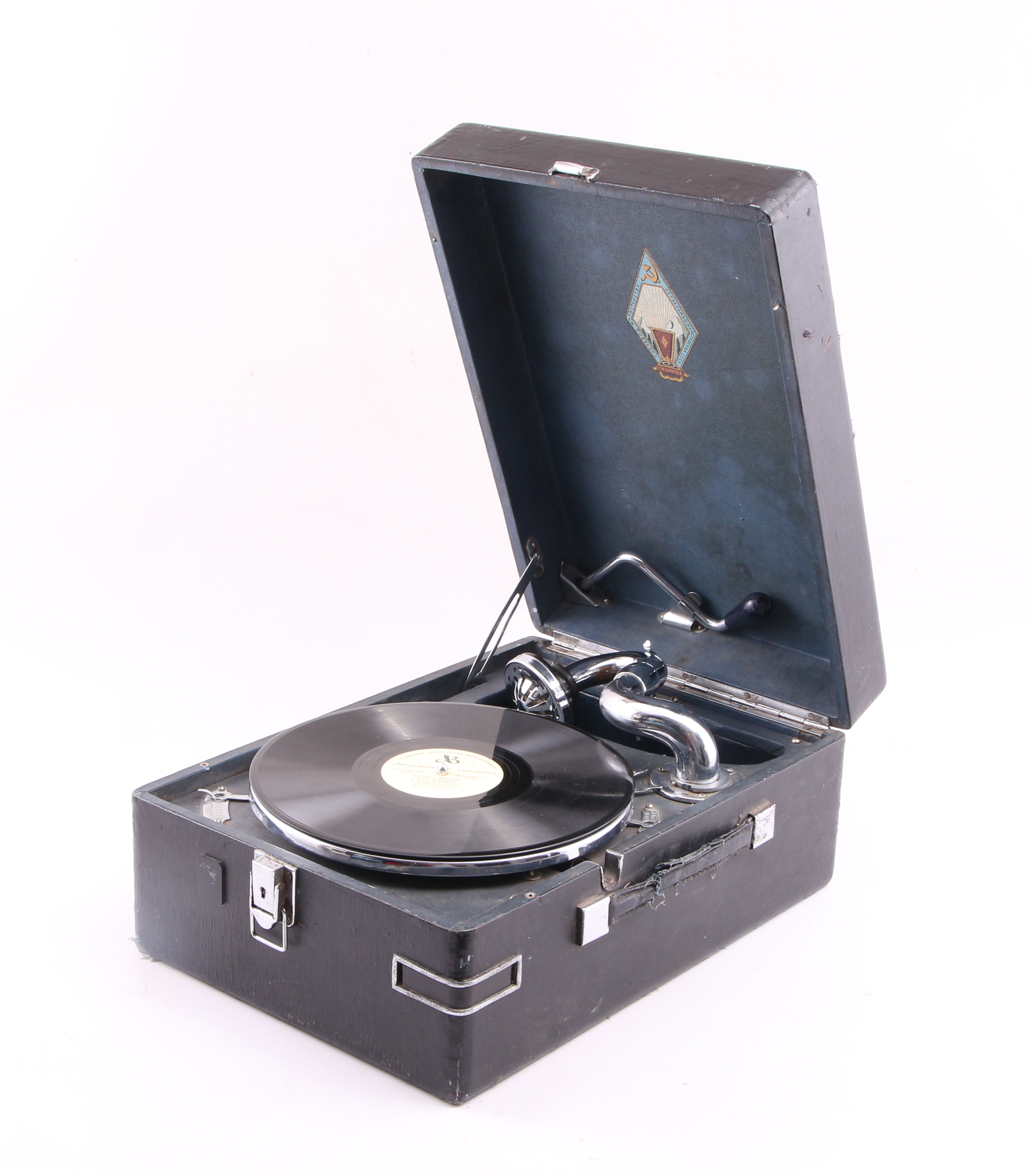
Патефон производства Молотовского патефонного завода

Молотовский патефонный завод был создан в 1946 году на базе оборонного предприятия № 260 выпускавшего взрыватели. Под этим номером в Великую отечественную войну в Перми работал эвакуированный Владимирский грамофонный завод. В апреле 1946 года пермский завод произвёл первые сто патефонов, в 1947 году выпуск патефонов был доведен до 10 тыс. штук, производство было убыточным. К 1954 году предприятием был выпущен миллион патефонов и миллиарды патефонных игл. Спустя десять лет с начала производства патефонов оно было закрыто, а завод был перепрофилирован на выпуск велосипедов и стал основой для Пермского велосипедного завода.